# Stuttgart Open
Stuttgart Open, oficiálně BOSS Open, je profesionální tenisový turnaj mužů hraný na okruhu ATP Tour v německém Stuttgartu. Původně byl založen v roce 1898. V sezóně 2022 se na čtyři roky generálním sponzorem stala německá oděvní firma Hugo Boss. V letech 1978–2021 turnaj probíhal jako MercedesCup s pojmenováním titulárního partnera, automobilky Mercedes-Benz. Vítěz dvouhry získával mimo finanční prémie také automobil Mercedes. Na okruhu ATP Tour patří od sezóny 2009 do kategorie ATP Tour 250.
Dějištěm je tenisový klub Weissenhof, kde se turnaj do roku 2014 konal na otevřených antukových dvorcích. V sezóně 2015 došlo ke změně na travnatý povrch. Tradiční červencový termín byl nahrazen červnovým, v týdnu po skončení French Open. Centrální kurt má kapacitu 6 500 diváků. Stuttgart hostí také ženský halový turnaj Porsche Tennis Grand Prix.

## Historie
Stuttgart Open probíhá od roku 1990 na okruhu ATP Tour. Od sezóny 2009 patří do kategorie ATP Tour 250. Mezi roky 1990–1999 se řadil do úrovně ATP Championship Series a dalších deset let mezi události ATP International Series Gold. V období 1970–1989 se konal jako součást okruhu Grand Prix.
Organizátorem je skupina e|motion sports GmbH Germany, pořadatel turnajů Vienna Open, German Open a Mallorca Championships. Do singlové soutěže nastupuje od roku 2015 dvacet osm tenistů a čtyřhry se účastní šestnáct párů. Jediným vítězem, jenž dokázal obhájit singlový titul v otevřené éře, se stal rakouský antukář a první hráč světa Thomas Muster, který triumfoval v letech 1995 a 1996. Premiérový ročník 2015 na trávě ovládl další antukář Rafael Nadal a získal tak první travnatý titul od Wimbledonu 2010. Po Švédovi Ulfu Schmidtovi se tak stal druhým trojnásobným šampionem stuttgartské dvouhry. Nejvyšší počet tří deblových titulů vybojoval Čech Tomáš Šmíd. Nejstarším vítězem v otevřené éře turnaje se stal 36letý Roger Federer v ročníku 2018, jenž tak překonal věkový rekord 33letého Barryho Phillipse-Moorea z roku 1971. Španělu Juanu Carlosi Ferrerovi patřila při titulu v roce 2011 až 85. příčka na žebříčku.
Ve Stuttgartu se v letech 1988–2001 paralelně konal halový turnaj mužů Eurocard Open, probíhající na koberci a později na tvrdém povrchu.

## Přehled finále

### Dvouhra
| Rok                                       | vítěz                           | finalista                        | výsledek                          |
| ----------------------------------------- | ------------------------------- | -------------------------------- | --------------------------------- |
| informace z let 1898–1948 jsou nedostupné |                                 |                                  |                                   |
| 1949                                      | Werner Breuthner                | Otto Fürst                       | 6–3, 6–3, 4–6, 6–2                |
| 1950                                      | Helmut Gulcz                    | Jan Dostál                       | 2–6, 6–3, 6–3, 6–1                |
| 1951                                      | Otto Fürst                      | Peter De Vos                     | 6–3, 6–3                          |
| 1952                                      | Milan Branovic                  | Jacques Thomas                   | 4–6, 10–8, 7–5skreč               |
| 1953                                      | Torben Ulrich                   | Bengt Axelsson                   | 2–6, 6–3, 6–2, 6–0                |
| 1954                                      | Gottfried von Cramm             | Robert Bédard                    | 6–4, 6–8, 6–2                     |
| 1955                                      | Hugh Stewart                    | Tony Vincent                     | 6–2, 8–6, 6–4                     |
| 1956                                      | Jack Arkinstall                 | Tony Vincent                     | 6–2, 8–6, 6–4                     |
| 1957                                      | Ladislav Legenstein             | Milan Branović                   |                                   |
| 1958                                      | Ulf Schmidt                     | Jacques Brichant                 | 6–4, 6–4, 7–9, 6–1                |
| 1959                                      | Warren Woodcock                 | Torben Ulrich                    | 6–3, 6–2, 6–3                     |
| 1960                                      | Ulf Schmidt (2)                 | Warren Woodcock                  | 6–2, 2–6, 6–4, 1–6, 6–3           |
| 1961                                      | Warren Woodcock (2)             | Barry Phillips-Moore             | 2–6, 5–7, 6–4, 6–2, 7–5           |
| 1962                                      | Ulf Schmidt (3)                 | Jan-Erik Lundqvist               | 6–4, 7–5                          |
| 1963                                      | Gordon Forbes                   | Warren Woodcock                  | 6–1, 8–6, 6–3                     |
| 1964                                      | Cliff Drysdale                  | Keith Diepraam                   | 6–1, 6–3                          |
| 1965                                      | Cliff Drysdale (2)              | Wilhelm Bungert                  | 6–0, 6–1, 6–1                     |
| 1966                                      | Frew McMillan                   | Keith Diepraam                   | 6–4, 7–5                          |
| 1967                                      | Roy Emerson                     | Ion Țiriac                       | 1–6, 6–3, 6–4, 6–2                |
| 1968                                      | Ramanathan Krišnan              | Detlev Nitsche                   | 6–2, 6–8, 6–4skreč                |
| 1969                                      | Christian Kuhnke                | Wilhelm Bungert                  | 2–6, 6–2, 6–0, 6–2                |
| 1970                                      | nehráno                         | nehráno                          | nehráno                           |
| 1971                                      | Barry Phillips-Moore            | István Gulyás                    | 6–4, 6–3, 6–4                     |
| 1972                                      | Attila Korpas                   | Zlatko Ivančić                   | 6–8, 6–2, 6–3, 6–4                |
| 1973                                      | Harald Elschenbroich            | Hans-Jürgen Pohmann              | 2–6, 6–0, 6–2, 6–4                |
| 1974                                      | Hans-Joachim Plötz              | Jacques Thamin                   | 6–1, 2–6, 6–4, 6–4                |
| 1975                                      |                                 | Jürgen Fassbender Richard Crealy | finále přerušeno                  |
| 1976                                      | Attila Korpas (2)               | Zlatko Ivančić                   |                                   |
| 1977                                      | Jürgen Fassbender               | Attila Korpas                    |                                   |
| 1978                                      | Ulrich Pinner                   | Kim Warwick                      | 6–4, 6–2, 7–6                     |
| 1979                                      | Tomáš Šmíd                      | Ulrich Pinner                    | 6–4, 6–0, 6–2                     |
| 1980                                      | Vitas Gerulaitis                | Wojciech Fibak                   | 6–2, 7–5, 6–2                     |
| 1981                                      | Björn Borg                      | Ivan Lendl                       | 1–6, 7–6, 6–2, 6–4                |
| 1982                                      | Rameš Krišnan                   | Sandy Mayer                      | 5–7, 6–3, 6–3, 7–6                |
| 1983                                      | José Higueras                   | Heinz Günthardt                  | 6–1, 6–1, 7–6                     |
| 1984                                      | Henri Leconte                   | Gene Mayer                       | 7–6, 6–0, 1–6, 6–1                |
| 1985                                      | Ivan Lendl                      | Brad Gilbert                     | 6–4, 6–0                          |
| 1986                                      | Martín Jaite                    | Jonas Svensson                   | 7–5, 6–2                          |
| 1987                                      | Miloslav Mečíř                  | Jan Gunnarsson                   | 6–0, 6–2                          |
| 1988                                      | Andre Agassi                    | Andrés Gómez                     | 6–4, 6–2                          |
| 1989                                      | Martín Jaite                    | Goran Prpić                      | 6–3, 6–2                          |
| 1990                                      | Goran Ivanišević                | Guillermo Pérez Roldán           | 6–7, 6–1, 6–4, 7–6                |
| 1991                                      | Michael Stich                   | Alberto Mancini                  | 1–6, 7–6(11–9), 6–4, 6–2          |
| 1992                                      | Andrij Medveděv                 | Wayne Ferreira                   | 6–1, 6–4, 6–7(5–7), 2–6, 6–1      |
| 1993                                      | Magnus Gustafsson               | Michael Stich                    | 6–3, 6–4, 3–6, 4–6, 6–4           |
| 1994                                      | Alberto Berasategui             | Andrea Gaudenzi                  | 7–5, 6–3, 7–6(7–5)                |
| 1995                                      | Thomas Muster                   | Jan Apell                        | 6–2, 6–2                          |
| 1996                                      | Thomas Muster (2)               | Jevgenij Kafelnikov              | 6–2, 6–2, 6–4                     |
| 1997                                      | Àlex Corretja                   | Karol Kučera                     | 6–2, 7–5                          |
| 1998                                      | Gustavo Kuerten                 | Karol Kučera                     | 4–6, 6–2, 6–4                     |
| 1999                                      | Magnus Norman                   | Tommy Haas                       | 6–7(6–8), 4–6, 7–6(9–7), 6–0, 6–3 |
| 2000                                      | Franco Squillari                | Gastón Gaudio                    | 6–2, 3–6, 4–6, 6–4, 6–2           |
| 2001                                      | Gustavo Kuerten (2)             | Guillermo Cañas                  | 6–3, 6–2, 6–4                     |
| 2002                                      | Michail Južnyj                  | Guillermo Cañas                  | 6–3, 3–6, 3–6, 6–4, 6–4           |
| 2003                                      | Guillermo Coria                 | Tommy Robredo                    | 6–2, 6–2, 6–1                     |
| 2004                                      | Guillermo Cañas                 | Gastón Gaudio                    | 5–7, 6–2, 6–0, 1–6, 6–3           |
| 2005                                      | Rafael Nadal                    | Gastón Gaudio                    | 6–3, 6–3, 6–4                     |
| 2006                                      | David Ferrer                    | José Acasuso                     | 6–4, 3–6, 6–7(3–7), 7–5, 6–4      |
| 2007                                      | Rafael Nadal (2)                | Stanislas Wawrinka               | 6–4, 7–5                          |
| 2008                                      | Juan Martín del Potro           | Richard Gasquet                  | 6–4, 7–5                          |
| 2009                                      | Jérémy Chardy                   | Victor Hănescu                   | 1–6, 6–3, 6–4                     |
| 2010                                      | Albert Montañés                 | Gaël Monfils                     | 6–2, 1–2skreč                     |
| 2011                                      | Juan Carlos Ferrero             | Pablo Andújar                    | 6–4, 6–0                          |
| 2012                                      | Janko Tipsarević                | Juan Mónaco                      | 6–4, 5–7, 6–3                     |
| 2013                                      | Fabio Fognini                   | Philipp Kohlschreiber            | 5–7, 6–4, 6–4                     |
| 2014                                      | Roberto Bautista Agut           | Lukáš Rosol                      | 6–3, 4–6, 6–2                     |
| 2015                                      | Rafael Nadal (3)                | Viktor Troicki                   | 7–6(7–3), 6–3                     |
| 2016                                      | Dominic Thiem                   | Philipp Kohlschreiber            | 6–7(2–7), 6–4, 6–4                |
| 2017                                      | Lucas Pouille                   | Feliciano López                  | 4–6, 7–6(7–5), 6–4                |
| 2018                                      | Roger Federer                   | Milos Raonic                     | 6–4, 7–6(7–3)                     |
| 2019                                      | Matteo Berrettini               | Félix Auger-Aliassime            | 6–4, 7–6(13–11)                   |
| 2020                                      | zrušeno pro pandemii koronaviru | zrušeno pro pandemii koronaviru  | zrušeno pro pandemii koronaviru   |
| 2021                                      | Marin Čilić                     | Félix Auger-Aliassime            | 7–6(7–2), 6–3                     |
| 2022                                      | Matteo Berrettini (2)           | Andy Murray                      | 6–4, 5–7, 6–3                     |
| 2023                                      | Frances Tiafoe                  | Jan-Lennard Struff               | 4–6, 7–6(7–1), 7–6(10–8)          |
| 2024                                      | Jack Draper                     | Matteo Berrettini                | 3–6, 7–6(7–5), 6–4                |
| 2025                                      | Taylor Fritz                    | Alexander Zverev                 | 6–3, 7–6(7–0)                     |

### Čtyřhra
| Rok  | vítězové                              | finalisté                                | výsledek                        |
| ---- | ------------------------------------- | ---------------------------------------- | ------------------------------- |
| 1978 | Jan Kodeš Tomáš Šmíd                  | Carlos Kirmayr Belus Prajoux             | 6–3, 7–6                        |
| 1979 | Colin Dowdeswell Frew McMillan        | Wojciech Fibak Pavel Složil              | 6–4, 6–2, 2–6, 6–4              |
| 1980 | Colin Dowdeswell Frew McMillan        | Chris Lewis John Yuill                   | 6–3, 6–4                        |
| 1981 | Peter McNamara Paul McNamee           | Mark Edmondson Mike Estep                | 2–6, 6–4, 7–6                   |
| 1982 | Mark Edmondson Brian Teacher          | Andreas Maurer Wolfgang Popp             | 6–3, 6–1                        |
| 1983 | Anand Amritraj Mike Bauer             | Pavel Složil Tomáš Šmíd                  | 4–6, 6–3, 6–2                   |
| 1984 | Sandy Mayer Andreas Maurer            | Fritz Buehning Ferdi Taygan              | 7–6, 6–4                        |
| 1985 | Ivan Lendl Tomáš Šmíd (2)             | Andy Kohlberg João Soares                | 3–6, 6–4, 6–2                   |
| 1986 | Hans Gildemeister Andrés Gómez        | Mansour Bahrami Diego Pérez              | 6–4, 6–3                        |
| 1987 | Rick Leach Tim Pawsat                 | Mikael Pernfors Magnus Tideman           | 6–3, 6–4                        |
| 1988 | Sergio Casal Emilio Sánchez           | Anders Järryd Michael Mortensen          | 4–6, 6–3, 6–4                   |
| 1989 | Petr Korda Tomáš Šmíd                 | Florin Segărceanu Cyril Suk              | 6–3, 6–4                        |
| 1990 | Pieter Aldrich Danie Visser           | Per Henricsson Nicklas Utgren            | 6–3, 6–4                        |
| 1991 | Wally Masur Emilio Sánchez            | Omar Camporese Goran Ivanišević          | 4–6, 6–3, 6–4                   |
| 1992 | Glenn Layendecker Byron Talbot        | Marc Rosset Javier Sánchez               | 4–6, 6–3, 6–4                   |
| 1993 | Tom Nijssen Cyril Suk                 | Gary Muller Piet Norval                  | 7–6, 6–3                        |
| 1994 | Scott Melville Piet Norval            | Jacco Eltingh Paul Haarhuis              | 7–6, 7–5                        |
| 1995 | Tomás Carbonell Francisco Roig        | Ellis Ferreira Jan Siemerink             | 3–6, 6–3, 6–4                   |
| 1996 | Libor Pimek Byron Talbot              | Tomás Carbonell Francisco Roig           | 6–2, 5–7, 6–4                   |
| 1997 | Gustavo Kuerten Fernando Meligeni     | Donald Johnson Francisco Montana         | 6–4, 6–4                        |
| 1998 | Olivier Delaître Fabrice Santoro      | Joshua Eagle Jim Grabb                   | 6–1, 3–6, 6–3                   |
| 1999 | Jaime Oncins Daniel Orsanic           | Aleksandar Kitinov Jack Waite            | 6–2, 6–1                        |
| 2000 | Jiří Novák David Rikl                 | Lucas Arnold Ker Donald Johnson          | 5–7, 6–2, 6–3                   |
| 2001 | Guillermo Cañas Rainer Schüttler      | Michael Hill Jeff Tarango                | 4–6, 7–6, 6–4                   |
| 2002 | Joshua Eagle David Rikl               | David Adams Gastón Etlis                 | 6–3, 6–4                        |
| 2003 | Tomáš Cibulec Pavel Vízner            | Jevgenij Kafelnikov Kevin Ullyett        | 3–6, 6–3, 6–4                   |
| 2004 | Jiří Novák Radek Štěpánek             | Simon Aspelin Todd Perry                 | 6–2, 6–4                        |
| 2005 | José Acasuso Sebastián Prieto         | Mariano Hood Tommy Robredo               | 7–6, 6–3                        |
| 2006 | Gastón Gaudio Max Mirnyj              | Yves Allegro Robert Lindstedt            | 7–5, 6–7, [12–10]               |
| 2007 | František Čermák Leoš Friedl          | Guillermo García-López Fernando Verdasco | 6–4, 6–4                        |
| 2008 | Christopher Kas Philipp Kohlschreiber | Michael Berrer Mischa Zverev             | 6–3, 6–4                        |
| 2009 | František Čermák Michal Mertiňák      | Victor Hănescu Horia Tecău               | 7–5, 6–4                        |
| 2010 | Carlos Berlocq Eduardo Schwank        | Christopher Kas Philipp Petzschner       | 7–6(7–5), 7–6(8–6)              |
| 2011 | Jürgen Melzer Philipp Petzschner      | Marcel Granollers Marc López             | 6–3, 6–4                        |
| 2012 | Jérémy Chardy Łukasz Kubot            | Michal Mertiňák André Sá                 | 6–1, 6–3                        |
| 2013 | Facundo Bagnis Thomaz Bellucci        | Tomasz Bednarek Mateusz Kowalczyk        | 2–6, 6–4, [11–9]                |
| 2014 | Mateusz Kowalczyk Artem Sitak         | Guillermo García-López Philipp Oswald    | 2–6, 6–1, [10–7]                |
| 2015 | Rohan Bopanna Florin Mergea           | Alexander Peya Bruno Soares              | 5–7, 6–2, [10–7]                |
| 2016 | Marcus Daniell Artem Sitak            | Oliver Marach Fabrice Martin             | 6–7(4–7), 6–4, [10–8]           |
| 2017 | Jamie Murray Bruno Soares             | Oliver Marach Mate Pavić                 | 6–7(4–7), 7–5, [10–5]           |
| 2018 | Philipp Petzschner Tim Pütz           | Robert Lindstedt Marcin Matkowski        | 7–6(7–5), 6–3                   |
| 2019 | John Peers Bruno Soares (2)           | Rohan Bopanna Denis Shapovalov           | 7–5, 6–3                        |
| 2020 | zrušeno pro pandemii koronaviru       | zrušeno pro pandemii koronaviru          | zrušeno pro pandemii koronaviru |
| 2021 | Marcelo Demoliner Santiago González   | Ariel Behar Gonzalo Escobar              | 4–6, 6–3, [10–6]                |
| 2022 | Hubert Hurkacz Mate Pavić             | Tim Pütz Michael Venus                   | 7–6(7–3), 7–6(7–5)              |
| 2023 | Nikola Mektić Mate Pavić (2)          | Kevin Krawietz Tim Pütz                  | 7–6(7–2), 6–3                   |
| 2024 | Marcelo Melo Rafael Matos             | Julian Cash Robert Galloway              | 3–6, 6–3, [10–8]                |
| 2025 | Santiago González Austin Krajicek     | Alex Michelsen Rajeev Ram                | 6–4, 6–4                        |

## Rekordy v otevřené éře
| Dvouhra                  | Dvouhra  | Dvouhra                                  |
| Rekord                   | Rekord   | držitelé rekordu                         |
| ------------------------ | -------- | ---------------------------------------- |
| Nejvíce titulů           | 3        | Rafael Nadal                             |
| Nejvíce titulů v řadě    | 2        | Thomas Muster                            |
| Nejvíce vyhraných zápasů | 21       | Tomáš Šmíd Thomas Muster                 |
| Nejmladší vítěz          | 17 let   | Andrij Medveděv (1992)                   |
| Nejstarší vítěz          | 36 let   | Roger Federer (2018)                     |
| Nejvýše postavený vítěz  | 1. ATP   | Ivan Lendl (1985) Gustavo Kuerten (2001) |
| Nejníže postavený vítěz  | 100. ATP | Andrij Medveděv (1992)                   |
| Čtyřhra                  |          |                                          |
| Nejvíce titulů           | 3        | Tomáš Šmíd                               |
| Nejvíce finále           | 4        | Tomáš Šmíd                               |